# カッコウ
カッコウ（郭公、学名：Cuculus canorus）とは鳥綱カッコウ目カッコウ科に分類される鳥である。カッコウ科だけで約150種いる。日本では、呼子鳥、閑古鳥、ふふどり、がっぽうどりなどとも呼ばれる。

## 分布
ユーラシア大陸とアフリカで広く繁殖する。
日本（北海道から九州など）に夏鳥として5月ごろ飛来する。
アフリカや南アジアが越冬地で、ヨーロッパでは春を告げる鳥とされる。

## 生態
森林や草原に生息する。日本では主に山地に生息するが、寒冷地の場合平地にも生息する。和名はオスの鳴き声に由来し、英名 cuckoo  /ˈkʊku,ˈkuːku/ も同様である。他言語においてもオスの鳴き声が名前の由来になっていることが多い。属名Cuculusも本種の鳴き声に由来する。種小名canorusは「響く、音楽的」の意。本種だけではなくカッコウ属は体温保持能力が低く、外気温や運動の有無によって体温が大きく変動する（測定例：日変動29〜39℃）ことが知られている。

### 食性
食性は動物食で昆虫類を始めとする節足動物等を食べる。親鳥から給餌されていない他の鳥が食べないような毛虫を主に食べることで生存競争に有利となっており、解剖すると胃等に毛虫の毒のある毛が刺さっている。まれに、卵やヒナを食べることもある。

### ゆび
他の多くの鳥類では足指が前3本、後ろ1本だが、カッコウ科は前2本、後ろ2本の対趾足である。

### 托卵

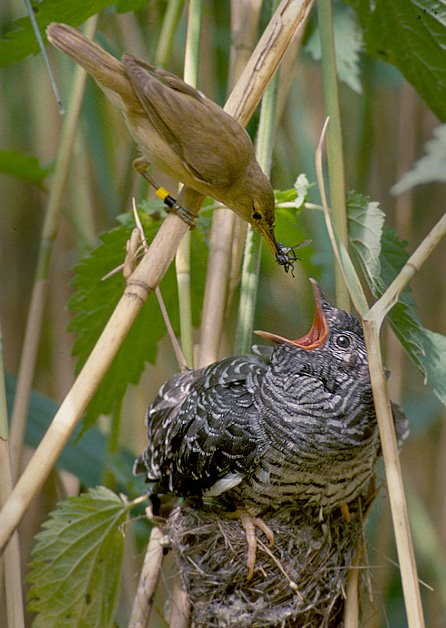
自分より大きい本種のヒナに餌を与えるオオヨシキリ

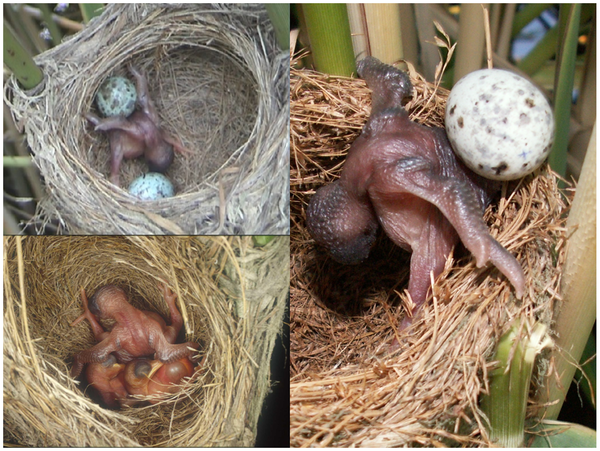
先に生まれたカッコウの雛が教えられてもいないのに宿主の卵を探し出し外に押し出す本能行動が見られる。エッグ・トッシング (生態)

本種は「托卵」を行う種として有名である。Aleksander D. Numerov (2003)による一覧によると約300種の鳥に托卵が確認されている。
日本ではオオヨシキリ、ホオジロ、モズ等の28種で知られていたが、1975年ごろにはオナガに対しても托卵が行われるようになりホオジロへの托卵が稀になっていった。托卵の際には巣の中にあった卵をひとつ持ち去って数を合わせる。本種のヒナは短期間（10-12日程度）で孵化し、巣の持ち主のヒナより早く生まれることが多い。先に生まれた本種のヒナは巣の持ち主の卵やヒナを巣の外に放り出してしまい、自分だけを育てさせる。ただし、托卵のタイミングが遅いと、先に孵化した巣の持ち主のヒナが重すぎて押し出せず、ごく稀に巣箱の中で托卵した場合は一緒に育つ場合もある。
ある個体が巣に卵を産みつけた後、別の個体が同じ巣に卵を産むことがある。2つの卵がほぼ同時にかえった場合、2羽のヒナが落とし合いをする。
また本種の卵を見破って排除する鳥もいる。それに対抗し、カッコウもその鳥の卵に模様を似せるなど見破られないようにするための能力を発達させており、これは片利片害共進化の典型である。
カッコウがなぜ托卵をするのかというのは未だ完全には解明されていない。が、他種に托卵(種間托卵)する鳥は体温変動が大きい傾向があるため、体温変動の少ない他種に抱卵してもらった方が繁殖に有利になりやすいのではないかという説が有力である。ちなみに同種の巣に卵を預ける種内托卵は、鳥類では多くの分類群で認められる行動である。

### 擬態
成鳥は下側から見るとハイタカと同じカラーリングをしており、托卵の時間にホストとなる鳥に邪魔されないよう模倣しているという見方をしている研究者もいる。托卵の時間、タカの鳴きまねも行うことが研究からわかっている。
メス鳥は、似たような卵が産める托卵先の鳥を選択する遺伝的な指向性を持つ。

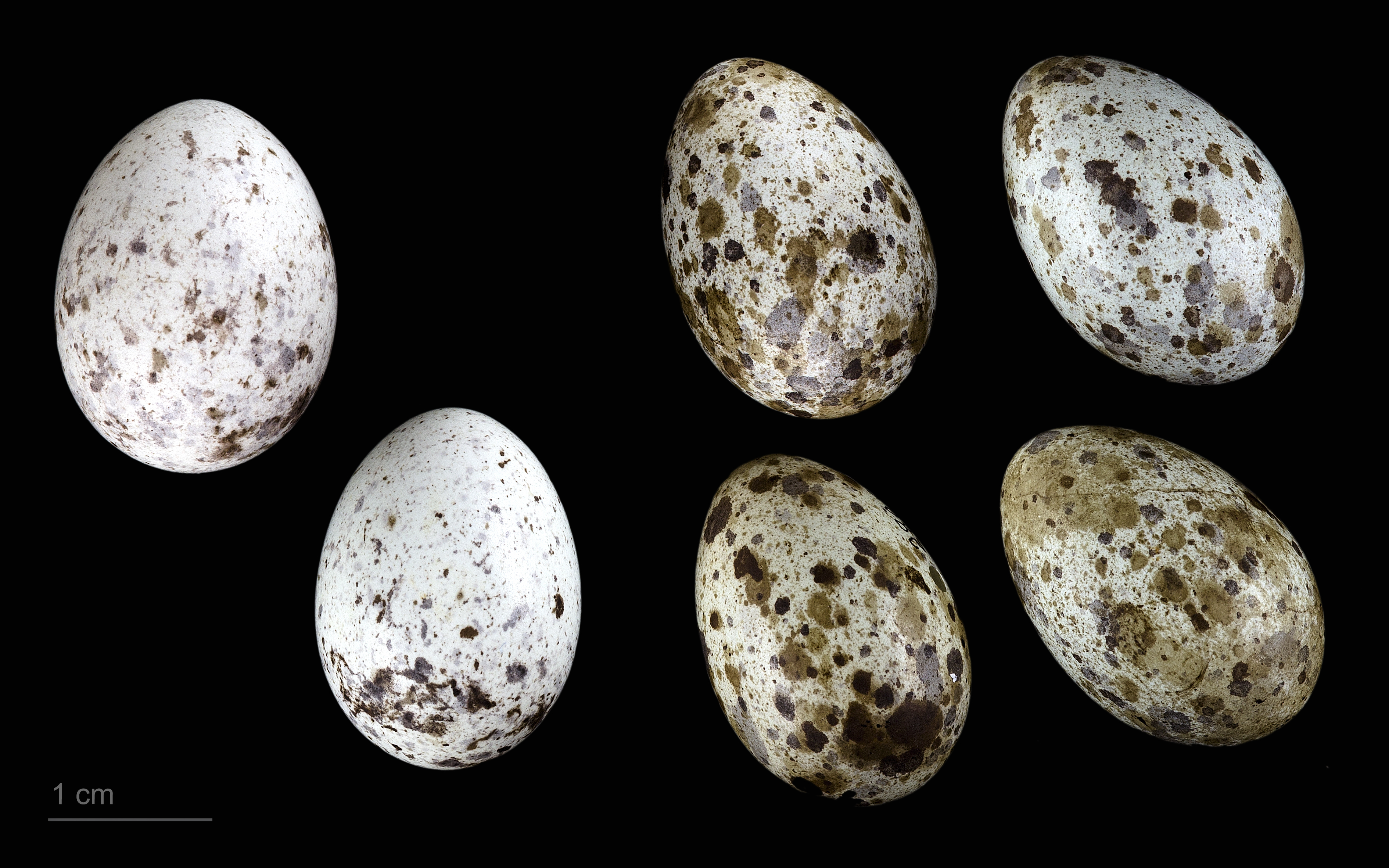
かっこうとオオヨシキリの卵
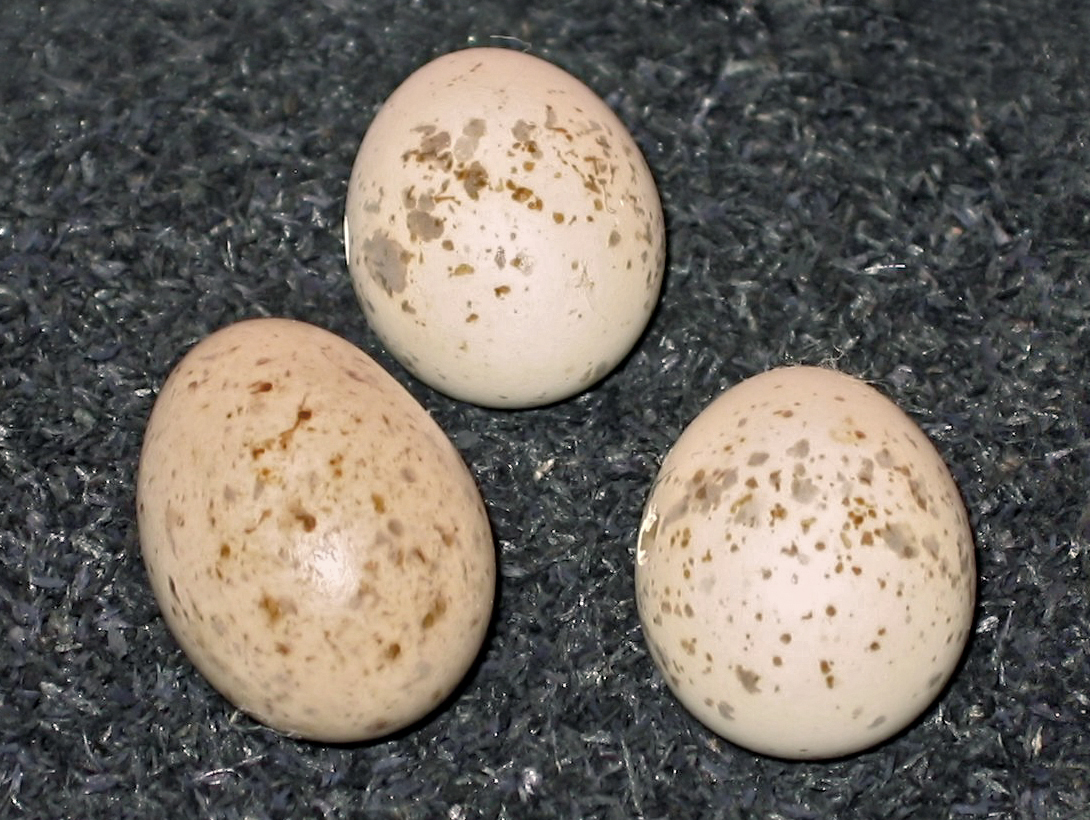
かっこうとセアカモズの卵
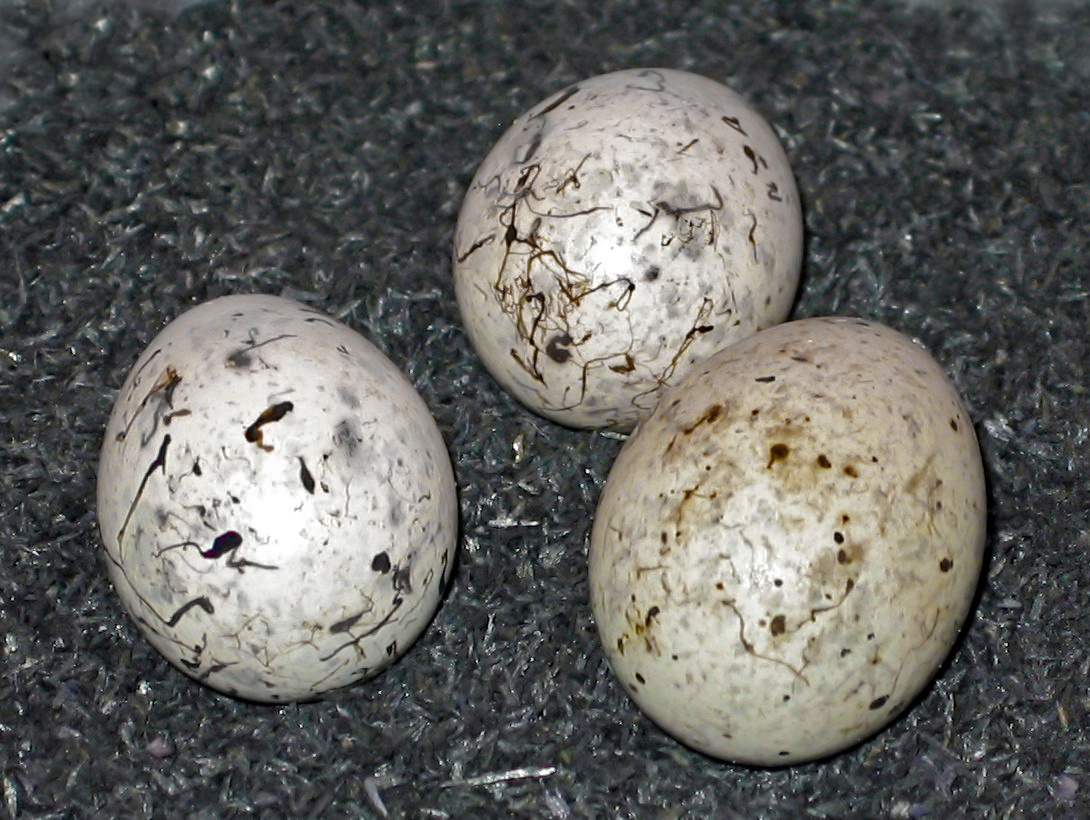
かっこうとキアオジの卵
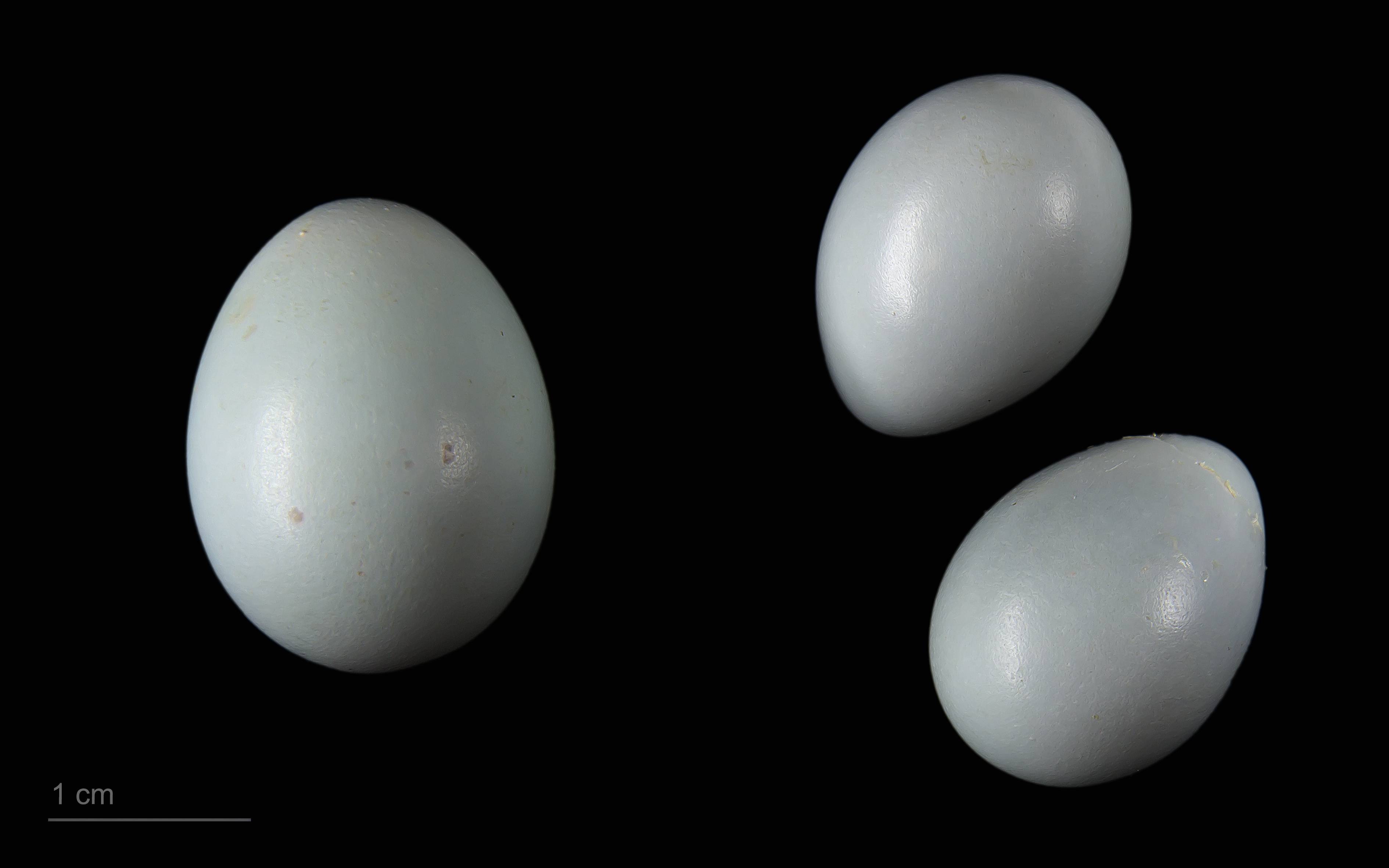
Cuculus canorus bangsi + Phoenicurus moussieri
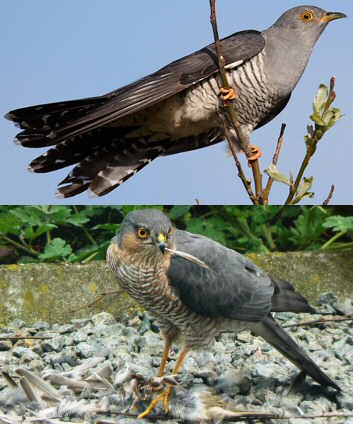
上がカッコウ、下がハイタカ。似たような縞模様を持つ。

## 人間との関係

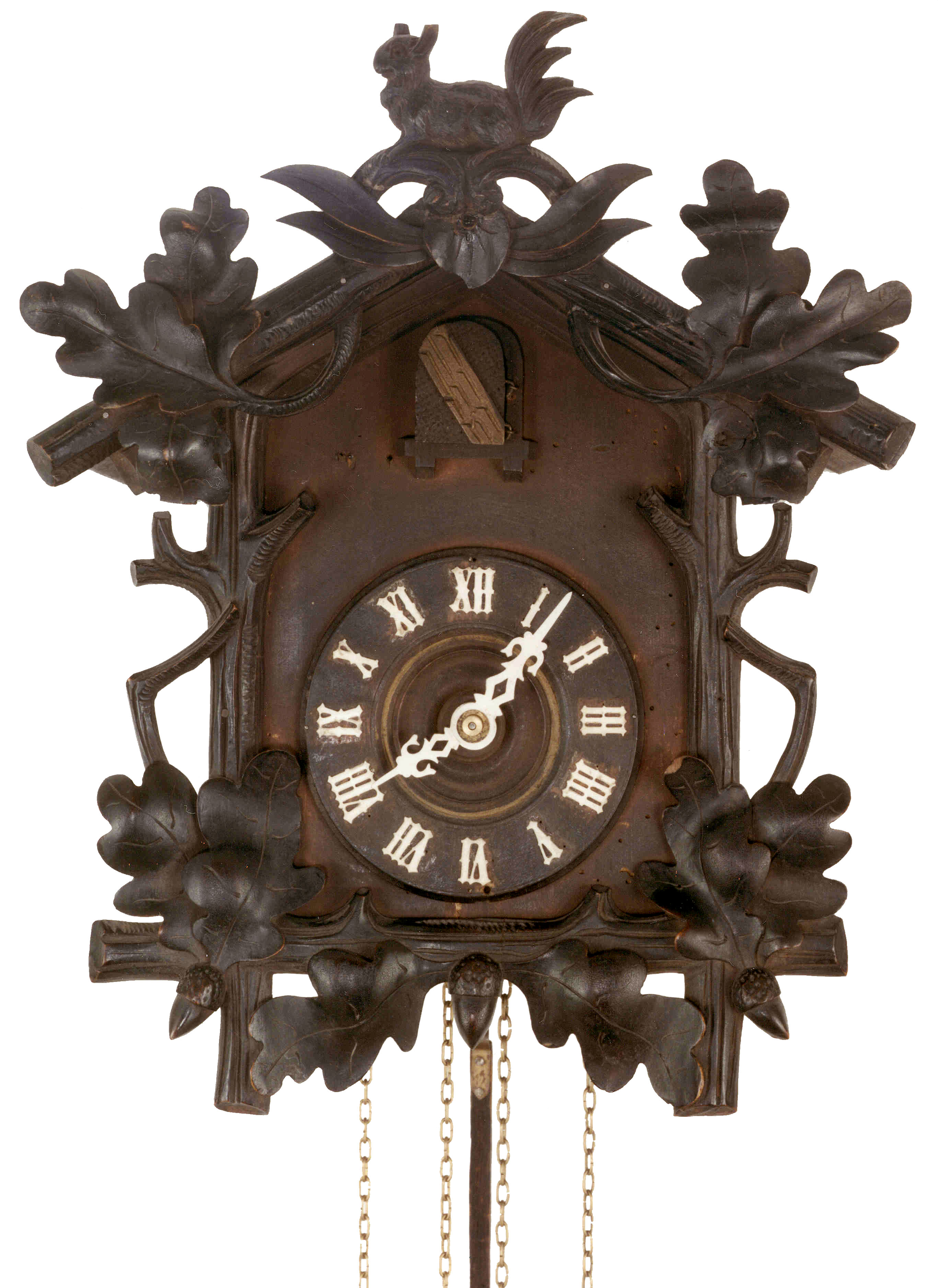
カッコウ時計。日本でのみ、閑古鳥は縁起が悪いため改造され鳩時計となっている。

日本では、閑古鳥が夏の季語とされるが、ヨーロッパでは、春を告げる鳥、春の嵐を呼ぶ鳥、幸運を呼ぶ鳥とされる。ルクセンブルクでは、春先のイースターマンデーにエーマイシェン(鳥の土笛市)が開かれ、カッコウやナイチンゲールの鳴き声の笛が売られる。
ケルトでは、Gowkと呼ばれ、妖精憑きの愚者(フール)とも関連付けられた。エイプリルフールと関係のあるGowkの日は、かっこうの鳴き始める4月13日であり、この日はいたずらが行われる。カッコウは生者と死者の世界の間を行き来できる鳥であり、メッセンジャーでもあった。ノルウェーでは、作物や天気などの予言を行う鳥として、鳴き声の方向から占った（例として、北側から聞こえると死者がでるとして、カッコウ時計を家の北側に置かないなど）。
ギリシャ神話で主神ゼウスはカッコウに化けて配偶神ヘーラーに求愛したとされる。
死者と生者との関係では、シベリアのブリヤート人には、死んだ英雄を復活させる伝説があり、8月からカッコウが来る春まで火葬を行わないようにする風習がある。
アリストテレスは、季節で鷹に変身するという説を支持していた。16世紀以降のドイツでは、悪魔を名指しすると呼び寄せてしまうため、呼び寄せると幸せにつながる Kuckuck の名前が代用された。フランスの一部地域では、初鳴きを聞いた時にポケットに金があれば、その一年金に困らないといわれている。ノルウェーでは、カッコウの鳴く木の下にいると願い事が3つ叶うとされる。

### 「閑古鳥」などの別名
さびれたさまを表す「閑古鳥が鳴く」の閑古鳥とはカッコウのことである。古来、日本人はカッコウの鳴き声に物寂しさを感じていたようである。松尾芭蕉の句にも「憂きわれをさびしがらせよ閑古鳥」（嵯峨日記）というものがある。
日本では、豆をまく季節に来ることから、豆播き鳥とも呼ばれる。

### 芸術作品の中でのカッコウ
音楽
いわゆる「鳩時計」は、ドイツのシュヴァルツヴァルト発祥で、もともとカッコウを模している。英語・ドイツ語を直訳するとカッコウ時計となるが日本では閑古鳥時計とすると縁起が悪いので変えられた。
ヨーロッパでもそのわかりやすい鳴き声は古くから親しまれており、様々な音楽に取り入れられている。「カッコウの動機」と呼ばれる。有名なところでは次の様な作品がある。
- 『ロンド』（カッコウ）　（ルイ＝クロード・ダカン）
- 『おもちゃの交響曲』（エトムント・アンゲラー）
- 『第六交響曲』（田園）（ベートーヴェン）
- 『動物の謝肉祭』より「森の奥にすむカッコウ」（サン・サーンス）
- 『かっこうとナイチンゲール』（ゲオルク・フリードリヒ・ヘンデル）
- 『かっこうワルツ』（ヨハン・エマヌエル・ヨナーソン）
- 『春初めてのカッコウの声を聴いて』（フレデリック・ディーリアス、1912年）
- 『カッコウ (童謡) （ドイツ語版）』
- 『Dans la forêt lointaine』（フランスの童謡）[25]

など
文学
ギリシア喜劇の中に、鳥を説得して作られたクラウド・カッコウ・ランド（ラテン語：Nubicuculia、ギリシア語：Νεφελοκοκκυγία、雲カッコウの土地）という空中都市が登場する。この逸話から、地に足がついてない意見をする人をクラウド・カッコウ・ランドの住人という揶揄に使われる。
日本の文学作品の中でもカッコウが登場するものがある。
- 平安時代頃から、和歌などでホトトギスのことを「郭公」としているものがある。これはホトトギスとカッコウがよく似ていることから誤って記されたり読まれたものと考えられる。

### シンボル
- 札幌市（市の鳥として定めている）
- つがる市　(札幌市と同様、市の鳥として定めている）
- 郡山市（札幌市と同様、市の鳥として定めている。1994年からカッコウ調査を実施している)
- 会津若松市（札幌市と同様、市の鳥として定めている）
- 矢巾町（町の鳥として定めている）

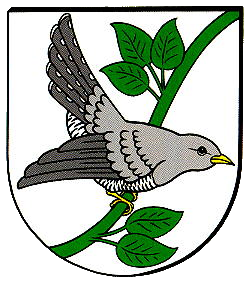
Bronnweiler
Reitzenhain (Taunus)
Mühlhausen im Täle
Suomenniemi